# Does Humor Belong in Music?
Does Humor Belong in Music? è un album live di Frank Zappa, pubblicato nel 1986.

## Il disco
Unico CD prodotto dalla EMI autorizzato da Zappa stesso, include brani registrati durante concerti dell'ottobre-dicembre 1984. Fu il primo album di Frank Zappa ad essere pubblicato solo in formato compact disc (anche se venne riversato su vinile in versione bootleg), inizialmente venne reso disponibile solo in Inghilterra e in Germania. Nel 1995, venne ristampato dalla Rykodisc in versione remixata, con una nuova copertina. L'edizione del 1995 contiene un minuto extra di percussioni durante Let's Move To Cleveland che era stato tagliato dalla versione EMI.
In concomitanza venne pubblicata anche l'omonima videocassetta. Zoot Allures, Tinsel Town Rebellion, Trouble Every Day e Whipping Post appaiono in entrambi, ma provengono da esecuzioni differenti. Frammenti di Hot-Plate Heaven sono anch'essi inclusi nella videocassetta (con solamente le strofe lasciate uguali alla versione su disco).

## Tracce
1. Zoot Allures - 5:26
2. Tinsel-Town Rebellion - 4:44
3. Trouble Every Day - 5:31
4. Penguin in Bondage - 6:45
5. Hot-Plate Heaven at the Green Hotel - 6:43
6. What's New in Baltimore - 4:48
7. Cock-Suckers' Ball - 1:05 - (tradizionale, arrangiamento di Frank Zappa)
8. WPLJ - 1:31 - (Ray Dobard)
9. Let's Move to Cleveland - 16:44
10. Whipping Post - 8:23 - (Gregg Allman)